# Leptogaster calceata
Leptogaster calceata är en tvåvingeart som beskrevs av Engel 1925. Leptogaster calceata ingår i släktet Leptogaster och familjen rovflugor. Inga underarter finns listade i Catalogue of Life.